# Laurel Bay
Laurel Bay é uma Região censo-designada localizada no estado norte-americano de Carolina do Sul, no Condado de Beaufort.

## Demografia
Segundo o censo norte-americano de 2000, a sua população era de 6625 habitantes.

## Geografia
De acordo com o United States Census Bureau tem uma área de
14,5 km², dos quais 12,2 km² cobertos por terra e 2,3 km² cobertos por água. Laurel Bay localiza-se a aproximadamente 1 m acima do nível do mar.

## Localidades na vizinhança
O diagrama seguinte representa as localidades num raio de 20 km ao redor de Laurel Bay.